# Верхолугск
Верхолу́гск — деревня в Киренском районе Иркутской области. Входит в Макаровское муниципальное образование.
Находится на правом берегу реки Лена, в 6 км к юго-западу от центра сельского поселения, села Макарово.

## Население
| 2002 | 2010 | 2011 | 2012 |
| ---- | ---- | ---- | ---- |
| 7    | ↘1   | →1   | ↗2   |